# 学田镇
学田镇是中国黑龙江省齐齐哈尔市讷河市下辖的一个镇。

## 行政区划
桥头溪乡下辖以下地区：
国兴村、丰产村、增产村、学田村、合庆村、永发村、清和村、江东村、宏大村、明星村、和平村、长胜村、永强村、向阳村和保昌村。